# Manuel José Villanova Rebollar
Manuel José Villanova Rebollar   (Saragossa, 27 d'agost de 1942) és un entrenador i exfutbolista aragonès conegut com a Manolo Villanova. Va entrenar el primer equip del Reial Saragossa el 2008. Ja havia estat entrenador del club aragonès entre el 1978 i el 1981 i a la temporada 1987/88.

## Carrera d'entrenador
Immediatament després de retirar-se, Vilanova va començar a entrenar, sent nomenat al filial del Saragossa, el Deportivo Aragón. El maig de 1979 va ser nomenat al capdavant de l'equip principal, en substitució de Vujadin Boškov.
Vilanova va ser acomiadat el març de 1981, després de guanyar només un partit de deu. Al juny va ser nomenat entrenador de la UD Salamanca, i va portar el club al primer nivell al primer intent.
Villanova va estar al capdavant dels Charros fins al 1984, i va deixar el club després de patir el descens com a últim. L'any 1984 va ser nomenat entrenador del RCD Mallorca a segona divisió, acabant la temporada en la setena posició.
L'octubre de 1985 Villanova va tornar a la categoria principal, sent nomenat entrenador de l'Hèrcules CF i en substitució del destituït Antoni Torres. Tot i això, no va poder evitar el descens i, posteriorment, va abandonar el club.
El desembre de 1987, el Villanova va tornar a Saragossa, portant el club a una impressionant cinquena posició abans de dimitir. Només el 1991 va tornar a les funcions d'entrenador, mentre estava al capdavant de la SD Osca.
L'any 1996, després de quatre temporades completes al Recreativo de Huelva, Vilanova es va reincorporar al Saragossa i al seu equip de reserva. Al capdavant fins al 2003, només va deixar el seu càrrec per incorporar-se a la junta directiva del club.
El juliol de 2006 Vilanova va tornar a Osca. El 3 de març de 2008 va tornar a Saragossa per a un tercer període, amb el seu equip seriosament amenaçat amb el descens.
Després de no aconseguir el descens amb el primer equip, el Vilanova va ser nomenat entrenador del filial per tercera vegada. Va ser rellevat de les seves funcions el juny de 2009, posant fi a una relació de 12 anys amb el club.
El 14 d'octubre de 2013 el Villanova va ser nomenat entrenador del CD Sariñena, a Segona Divisió B. Després de patir el descens, va deixar el club.